# Jardín Botánico Meadowlark
El Jardín Botánico Meadowlark (en inglés : Meadowlark Botanical Gardens) es un jardín botánico de unas 35 hectáreas de extensión, siendo el equipo del jardín quienes supervisan un arboretum como jardín botánico satélite y a una serie de bosques preservados que cubren una extensión de unas 4019 hectáreas (10000 acres). El jardín está administrado por el Northern Virginia Regional Park Authority. Es miembro del BGCI y efectúa programas para la Agenda Internacional para la Conservación en los Jardines Botánicos. 

## Historia
Gracias a las ideas del Nuevo Reparto (New Deal) de Franklin Delano Roosevelt su logro más grande de la política interna, cada americano en los últimos 60 años se ha beneficiado a partir de estas ideas de esos programas del nuevo reparto. Entre estos dinámicos pensadores que querían traer a la vida el New Deal, estaban el economista de Harvard Gardiner Means y la historiadora social Caroline Ware que en 1935, compraron una granja de 74 acres en el Piedemonte de Virginia en las afueras de Washington. En la década de 1950 este terreno lo dedicaron a granja criando animales y cultivando el terreno con hortalizas y flores mientras al mismo tiempo escribían y enseñaban en la universidad.
En la década de 1970, los suburbios de Washington rodeaban la granja y los durante muchos años defensores del medio ambiente Means y Ware pensaban dedicar su finca a un parque público o quizás a un arboretum. De este modo en el verano de 1980 donaron su granja al Northern Virginia Regional Park Authority (NVRPA). Fundándose el jardín botánico en este mismo año.

## Colecciones
El jardín botánico alberga tres estanques, dos gazebos, una isla con un puente, ´y las plantas agrupadas en varias colecciones :
- Colección de cerezos
- Plantas acuáticas
- Colección de azaleas
- Colección de helechos
- Colección de Hosta
- Jardín de hierbas
- Jardín de plantas perennes
- Lilas

## Actividades
El jardín botánico contiene tres colecciones de plantas endémicas como parte de los programas que mantiene con la Agenda Internacional para la Conservación en los Jardines Botánicos:
- Colección de Valle del Potomac - plantas nativas de la cuenca del río Potomac.
- Colección de árboles nativos de Virginia - árboles nativos que se utilizaban en los asentamientos, incluyen Asimina triloba, Carpinus carolinana, Chionanthus virginicus, Magnolia virginiana, Ostrya virginiana, y Quercus lyrata.
- Plantas nativas de los humedales de Virginia - Un pequeño humedal con árboles locales que incluyen Betula nigra, Liquidambar styraciflua, Nyssa sylvatica, Platanus occidentalis, Salix nigra, Taxodium distichum; plantas acuáticas como Acorus calamus, Nymphaea odorata, Pontederia cordata, Sagittaria latifolia; y plantas de las orillas como Carex spp., Cyperus spp., Equisetum hyemale, Iris versicolor, Lobelia cardinalis, Myrica pensylvanica, Sarracenia purpurea, y Typha latifolia.